# Lijst van afleveringen van Raising Hope
Dit is een lijst van afleveringen van de Amerikaanse televisieserie Raising Hope. De serie telt vier seizoenen.

## Overzicht
| Seizoen | Aantal afleveringen | Uitgezonden                     |  |
| ------- | ------------------- | ------------------------------- |  |
| 1       | 22                  | 21 september 2010 – mei 2011    |  |
| 2       | 22                  | 20 september 2011 – 17 mei 2012 |  |
| 3       | 22                  | september 2012 – mei 2013       |  |
| 4       | 22                  | november 2013 – april 2014      |  |

## Seizoen 1 (2010)
| Nr. | Titel                        | Regisseur       | Schrijver(s)               | Uitzenddatum Verenigde Staten |  |
| --- | ---------------------------- | --------------- | -------------------------- | ----------------------------- |  |
| 1 (1-01) | Pilot                        | Michael Fresco  | Greg Garcia                | 21 september 2010             |  |
| Wanneer James 'Jimmy' Chance een meisje zwanger maakt en dat meisje ter dood wordt veroordeeld, is Jimmy de enige voogd van hun dochter Hope. Zijn ouders zijn eerst niet enthousiast met hun kleindochter, maar Jimmy houdt vol en wil Hope alleen opvoeden. |                              |                 |                            |                               |  |
| 2 (1-02) | Dead Tooth                   | Michael Fresco  | Greg Garcia                | 28 september 2010             |  |
| Jimmy moet op zoek naar opvang voor Hope als hij moet gaan werken. Via Sabrina komt hij bij Shelley (Kate Micucci), een meisje waar hij vroeger nog is mee uit geweest en dat nog niet vergeten is. |                              |                 |                            |                               |  |
| 3 (1-03) | Dream Hoarders               | Michael Fresco  | Ralph Greene               | 5 oktober 2010                |  |
| Hope begint te kruipen en Jimmy wil het huis nu 'babyproof' maken. Maar dat is buiten Virginia gerekend. |                              |                 |                            |                               |  |
| 4 (1-04) | Say Cheese                   | Eyal Gordin     | Greg Garcia                | 12 oktober 2010               |  |
| Sabrina ontdekt een boek vol familiefoto's en Virginia vertelt haar de geschiedenis van elke foto. |                              |                 |                            |                               |  |
| 5 (1-05) | Happy Halloween              | Greg Garcia     | Dan Coscino                | 26 oktober 2010               |  |
| Sabrina nodigt Jimmy uit voor een Halloweenfeestje. Ondertussen wil Burt een knuffel van zijn zoon en gaat daarvoor wel heel erg ver. |                              |                 |                            |                               |  |
| 6 (1-06) | Family Secrets               | Randall Einhorn | Bobby Bowman               | 26 oktober 2010               |  |
| Jimmy ontdekt dat zijn moeder en vader hem in het verleden van alles hebben voorgelogen. Hij gaat op zoek naar de waarheid maar ontdekt veel meer dan hij eigenlijk wilde. |                              |                 |                            |                               |  |
| 7 (1-07) | The Sniffles                 | Eyal Gordin     | Mike Mariano               | 9 november 2010               |  |
| Hope wordt ziek en Jimmy kan niet met haar naar de dokter omdat hij niet verzekerd is. Daardoor moet hij nu op zoek naar een baantje waar een ziekteverzekering is inbegrepen en komt zo terecht in Sabrina's supermarkt. |                              |                 |                            |                               |  |
| 8 (1-08) | Blue Dots                    | Eyal Gordin     | Liz Astrof                 | 16 november 2010              |  |
| Wanneer Hope de honden van het kinderdagverblijf begint te imiteren, vindt Jimmy het tijd om een betere (en vooral duurdere) crèche te zoeken. Maar dan blijkt dat Burt geregistreerd staat als een seksueel misdadiger en moet de familie dit oplossen, vooraleer ze op de school kan worden ingeschreven. |                              |                 |                            |                               |  |
| 9 (1-09) | Meet the Grandparents        | Jace Alexander  | Elijah Aron & Jordan Young | 23 november 2010              |  |
| Jimmy nodigt de ouders van Lucy, de grootouders van Hope, uit voor Thanksgiving. Hij hoopt er een jaarlijkse traditie van te maken, maar dat draait helemaal anders uit wanneer ze de baby ontvoeren. |                              |                 |                            |                               |  |
| 10 (1-10) | Burt Rocks                   | Jace Alexander  | Alan Kirschenbaum          | 30 november 2010              |  |
| Wanneer Jimmy inziet dat Burt, zijn vader, door zijn schuld een carrière als muziekster heeft laten liggen, probeert hij de droom van zijn vader alsnog te realiseren wanneer de supermarkt waar hij werkt een evenement organiseert. |                              |                 |                            |                               |  |
| 11 (1-11) | Toy Story                    | Michael Fresco  | Bobby Bowman               | 7 december 2010               |  |
| Jimmy wil Hope voor kerst een pop cadeau doen. Die pop, het hebbeding van dit kerstfeest, dreigt echter verkocht te worden aan de hoogste bieder door Burt. Jimmy maant hem aan om van het plan af te zien, maar Burt verkoopt hem toch. Virginia wil ondertussen dat het hele gezin in haar zelf ontworpen kerststal aan de kerk gaat staan, verkleed als Maria, Jozef en Jezus, in de hoop zo het respect van de lokale gemeenschap af te dwingen. |                              |                 |                            |                               |  |
| 12 (1-12) | Romeo and Romeo              | Eyal Gordin     | Ralph Green & Tim Stack    | 8 februari 2011               |  |
| Jimmy geraakt bevriend met Justin, net als hij een alleenstaande vader. Hij nodigt Jimmy uit bij zijn thuis, maar dan blijkt dat Virginia het onderhoud doet van Justins huis. Wanneer de 2 families dan willen verbroederen, loopt dat helemaal mis. |                              |                 |                            |                               |  |
| 13 (1-13) | A Germ of a Story            | Phil Traill     | Tim Stack                  | 15 februari 2011              |  |
| De familie geraakt geobsedeerd door bacteriën. MawMaw blijkt het meest onzuivere element te zijn, waardoor de familie beslist om haar te verhuizen naar het tuinhuisje. |                              |                 |                            |                               |  |
| 14 (1-14) | What Up, Cuz?                | Rebecca Asher   | Bobby Bowman               | 22 februari 2011              |  |
| Delilah (Amy Sedaris), Virginias nicht, komt op bezoek en eist haar deel van haar erfenis van MawMaw op. De situatie escaleert wanneer Delilah nog altijd verliefd blijkt te zijn op Burt. |                              |                 |                            |                               |  |
| 15 (1-15) | Snip, Snip                   | Chris Koch      | Mike Mariano               | 1 maart 2011                  |  |
| De familie vindt dat Burt een vasectomie moet ondergaan en de spanning tussen Virginia en Sabrina stijgt wanneer ze elkaars geheimen ontdekken. |                              |                 |                            |                               |  |
| 16 (1-16) | Cultish Personality          | Phil Traill     | Matthew W. Thompson        | 8 maart 2011                  |  |
| Neef Mike keert terug en brengt zijn nieuwe vrouw (Mary Lynn Rajskub) mee, net als de andere leden van de sekte waar hij lid van is geworden. |                              |                 |                            |                               |  |
| 17 (1-17) | Mongooses                    | Eyal Gordin     | Bobby Bowman               | 15 maart 2011                 |  |
| De hele familie gaat naar een advocaat om hun erfenissen te regelen. Burt is boos op Jimmy wanneer hij Sabrina boven hem verkiest. Ondertussen denkt MawMaw dat haar huis vol mangoesten zit. |                              |                 |                            |                               |  |
| 18 (1-18) | Cheaters                     |                 |                            | 19 april 2011                 |  |
| MawMaw valt voor de charmes van een man in het opvangcentrum van Shelley. Ondertussen verdenkt Sabrina haar vriend ervan haar te bedriegen. |                              |                 |                            |                               |  |
| 19 (1-19) | Sleep Training               |                 |                            | 26 april 2011                 |  |
| Burt & Virginia proberen Hope een vast slaapritme aan te leren. |                              |                 |                            |                               |  |
| 20 (1-20) | Everybody Flirts...Sometimes |                 |                            | 3 mei 2011                    |  |
| Onder impuls van Burt probeert iedereen wat te flirten. |                              |                 |                            |                               |  |
| 21 (1-21) | Baby Monitor                 |                 |                            | 10 mei 2011                   |  |
| De babyfoon vangt een ruzie tussen enkele buren op. |                              |                 |                            |                               |  |
| 22 (1-22) | Don't Vote for this Episode  |                 |                            | 17 mei 2011                   |  |
| ... |                              |                 |                            |                               |  |

## Seizoen 2 (2011)
| Nr.       | Titel   | Regisseur | Schrijver(s) | Uitzenddatum Verenigde Staten |  |
| --------- | ------- | --------- | ------------ | ----------------------------- |  |
| 23 (2-01) | Prodigy |           |              | 20 september 2011             |  |
| ...       |         |           |              |                               |  |

## Seizoen 3 (2012)
| Nr.       | Titel | Regisseur | Schrijver(s) | Uitzenddatum Verenigde Staten |  |
| --------- | ----- | --------- | ------------ | ----------------------------- |  |
| 45 (3-01) |       |           |              | september 2012                |  |
| ...       |       |           |              |                               |  |